# Louis Joseph, Prinț de Condé
Louis Joseph de Bourbon (n. 9 august 1736, Hôtel de Condé⁠(d), Paris, Regatul Franței – d. 13 mai 1818, Paris, Île-de-France, Franța) a fost Prinț de Condé din 1740 până la decesul său. Ca membru al Casei de Bourbon, a deținut prestigiosul rang Prince du Sang.

## Biografie
A fost singurul fiu al lui Louis Henri, Duce de Bourbon (1692–1740) și al soției sale, Caroline de Hesse-Rotenburg (1714–41). Ca membru al Casei regale de Bourbon a fost prinț de sânge. Tatăl său a fost fiul cel mare al lui Louis de Bourbon, Prinț de Condé și a soției sale, Louise Françoise de Bourbon, fiica regelui Ludovic al XIV-lea și a metresei sale, Madame de Montespan.
În timpul vieții tatălui său, Louis Joseph a fost cunoscut ca Duce de Enghien. A fost plasat în grija unchiului patern, Louis, Conte de Clermont, după decesul tatălui său în 1740 și a mamei sale în 1741 când Louis Joseph avea patru ani.
A avut o soră vitregă, Henriette de Bourbon, Mademoiselle de Verneuil (1725–1780), fiica nelegitimă a tatălui său cu Armande Félice de La Porte Mazarin. 

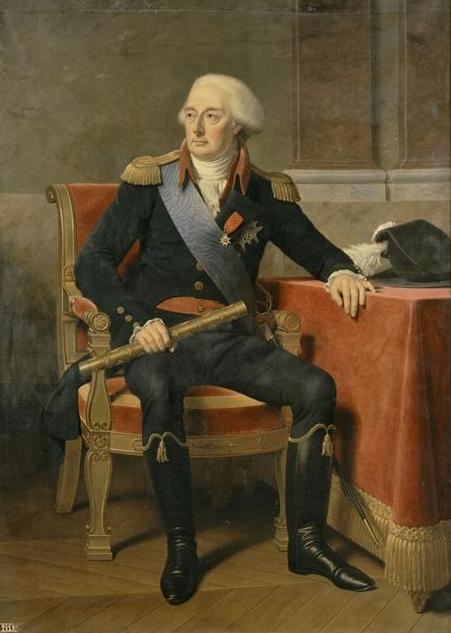
Louis Joseph de Bourbon, Prinț de Condé.

Prin mama sa a fost verișor primar cu Victor Amadeus al III-lea al Sardiniei, Prințesa Eleonora Maria Teresa de Savoia și Prințesa Maria Luisa de Savoia. Printre verișorii paterni se includ Ducesa de Orléans (mama lui Philippe Égalité și sora Prințului de Conti).
S-a căsătorit cu Charlotte Élisabeth Godefride de Rohan (1737–1760), fiica prietenului regelui Ludovic al XIV-lea, Prințul de Soubise. Mama Charlottei, Anne Marie Louise de La Tour d'Auvergne, a fost fiica ducelui de Bouillon. Cuplul s-a căsătorit la Versailles la 3 mai 1753. Împreună au avut trei copii din care au supraviețui doi: un fiu Louis Henri Joseph și o fiică Louise Adélaïde. În 1770, fiul său s-a căsătorit cu Bathilde d'Orléans, fiica lui Louis Philippe I, Duce de Orléans și sora lui Philippe Égalité. 
Louis Joseph a ocupat un loc important la curte Franței. În timpul domniilor regilor Ludovic al XV-lea și Ludovic al XVI-lea el a deținut poziția de Grand Maître de France.
A luptat în Războiul de Șapte Ani și a avut distincții servind împreună cu socrul său Prințul de Soubise. A fost Guvernator de Burgundia și general în armata franceză. După căderea Bastiliei, în 1789, a părăsit Franța împreună cu fiul și nepotul său de teama unui posibil arest sau deces. Decizia s-a dovedit una bună devreme ce în timpul Regimului Terorii care a urmat, mulți bourboni care trăiau în Franța au fost arestați, judecați și ghilotinați. Regele Ludovic al XVI-lea, regina Maria Antoaneta și Ducele de Orleans (Philippe Égalité) au fost executați în 1793 iar sora regelui, Madame Élisabeth, a fost executată în 1794.
Prințul s-a stabilit la Coblenz în 1791, unde a ajutat la organizarea unei armate contra-revoluționare. În plus față de nepotul său Ducele de Enghien, doi fii ai vărului său, fratele regelui mort Contele de Artois (viitorul Carol al X-lea al Franței), corpul de armată includea mulți tineri aristocrați care în cele din urmă au devenit lideri în timpul restaurației Bourbon. Grupul includea pe Ducele de Richelieu, Ducele de Blacas și Chateaubriand.
Armata a fost dizolvată în 1801 iar prințul și-a petrecut exilul în Anglia unde a trăit cu cea de-a doua soție, Maria-Caterina di Brignole-Sale cu care s-a căsătorit în 1798. Ea a murit în 1813.
După înfrângerea lui Napoleon, Louis Joseph s-a întors la Paris unde a devenit grand maître al casei regale a regelui Ludovic al XVIII-lea. A murit în 1818 și a fost succedat de fiul său Louis Henri. Fiica sa, Louise Adélaïde de Bourbon, care a fost călugăriță a devenit stareță la mănăstirea Remiremont. 
1. ↑  LIBRIS, 7 ianuarie 2013, accesat în 24 august 2018
2. ↑  Autoritatea BnF, accesat în 10 octombrie 2015